# شركة فسفاط قفصة

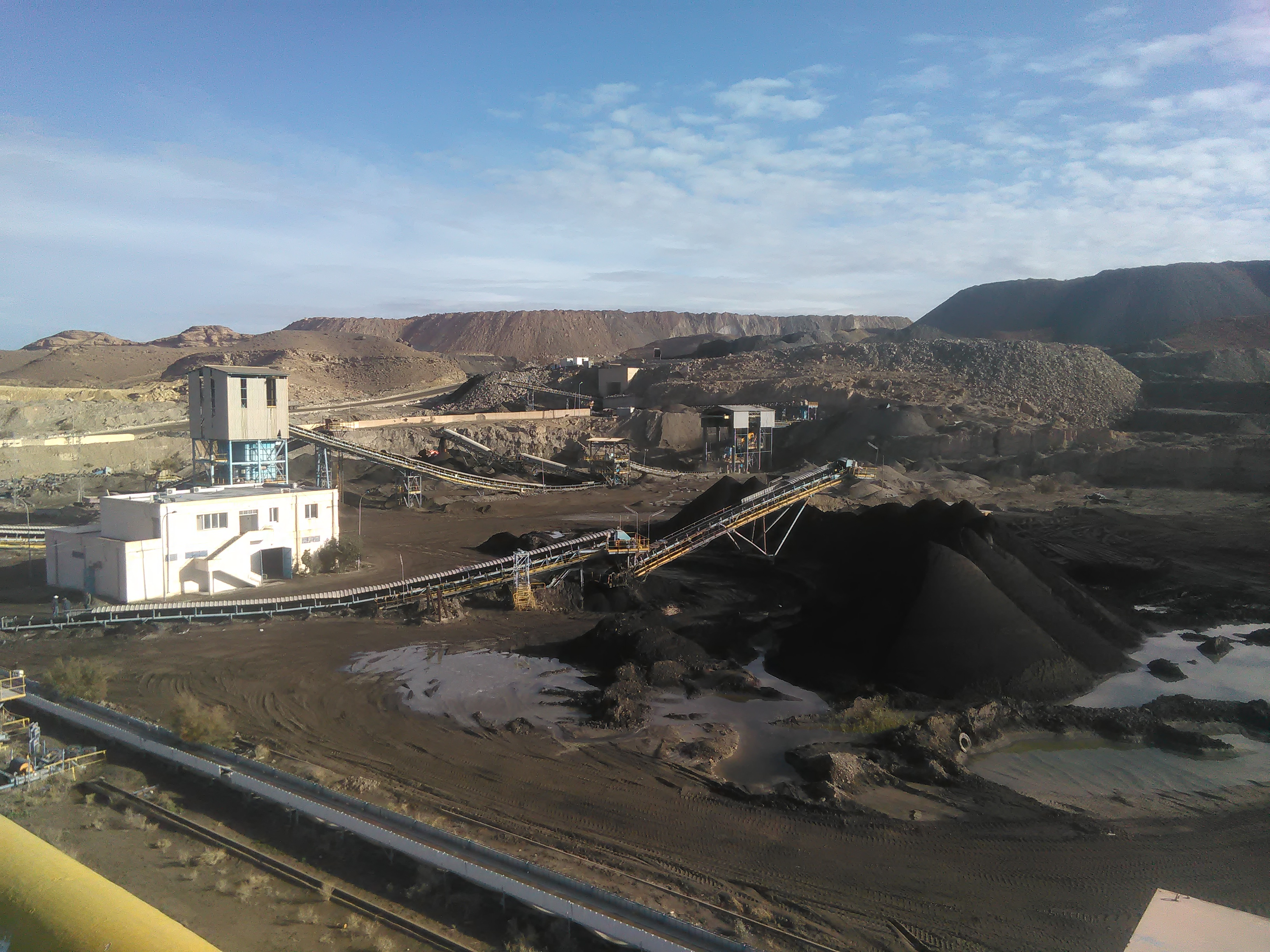
مغسلة كاف الدور بالمتلوي

شركة فسفاط قفصة (بالفرنسية: Compagnie des Phosphates de Gafsa)‏ شركة تونسية ذات صبغة صناعية مختصة في إنتاج الفوسفاط تم انشاؤها سنة 1897.

## اكتشاف الفسفاط
اكتشف البيطري الفرنسي فيليب توماس الفسفاط بقفصة خلال بحوثه الاستكشافية في أفريل من سنة 1885 بين جبل الثالجة ورأس العيون. نشر فيليب توماس نتائج بحوثه سنة 1887 وهو ما جلب اهتمام العديد من الباعثين الفرنسيين لبعث مؤسسة لاستغلال الفسفاط بتونس.

## ميلاد شركة فسفاط قفصة
انعقدت الجلسة العامة الأولى للشركة في 18 مارس 1897 بباريس، 60 نهج النصر، وتلتها جلسة عامة ثانية بتاريخ 3 أفريل 1897 تقرر بمقتضاها بعث شركة فسفاط قفصة بصفة نهائية.
انعقد أول مجلس إدارة للشركة بتاريخ 5 أفريل 1897 وانتخب دلفوس غالين رئيسا له.
أبرز المحطات التاريخية لشركة فسفاط قفصة:
- 1885 : اكتشاف الفسفاط بجبال الثالجة من قبل الفرنسي فيليب توماس
- 1896 : تأسيس شركة الفسفاط والسكك الحديدية
- 1899 : فتح منجم المتلوي
- 1903 : فتح منجم الرديف
- 1904 : فتح منجم أم العرائس
- 1905 : تأسيس الشركة التونسية لاستغلال الفسفاط وبداية استغلال منجم القلعة الخصبة بجهة الكاف
- 1920 : تأسيس الشركة الجديدة لفسفاط جبل المظيلة وبداية استغلال منجم المظيلة
- 1969 : اندماج شركة جبل المظيلة مع شركة الفسفاط والسكك الحديدية
- 1970 : فتح منجم صهيب بالمظيلة
- 1976 : اندماج كل شركات الفسفاط في شركة واحدة هي شركة فسفاط قفصة
- 1978 : فتح مقطع كاف الشفايربالمتلوي
- 1980 : فتح مقطع أم الخشب
- 1984 : فتح قسم كاف الدور
- 1986 : فتح مقطع وادي الخسفة بالمظيلة
- 1991 : فتح مقطع الجلابية بالمظيلة
- 1995 : فتح مقطع المائدة الشمالية بأم العرائس
- 1994 : بعث إدارة عامة موحدة تنسق بين شركة فسفاط قفصة والمجمع الكيميائي.

## شعار الشركة
يحتوي شعار الشركة على ثلاثة حروف لاتينية وهي C وP وG وترمز إلى الحروف الأولى لإسم الشركة باللغة الفرنسية: Compagnie de Phosphate de Gafsa

## وصلات خارجية
- الموقع الإلكتروني لشركة فسفاط قفصة